# 宮岡謙二
宮岡 謙二（みやおか けんじ、1898年-1978年）は、日本の経営者兼作家。元別府亀の井ホテルの社長。
ホテル経営の傍ら執筆。
子は６人。その内の一人は、トリニトロンカラーテレビ開発元ソニー常務の宮岡千里で、甥は元日本郵船社長の宮岡公夫。

## 経歴
1922年  慶應義塾大学政治科卒業大阪商船入社。以後、上海、ブエノスアイレスなどに勤務した。
1946年  大阪商船退職。別府亀の井ホテル入社。同ホテル北、不老町の社宅に住む。その間、国際ロータリー・クラブの発展につくし、また町内の役員もやり近所の住民からも好かれる。
1954年  1954年4月『死面列伝・旅芸人始末書：異国遍路』を執筆。この本はその後、『死面列伝・旅芸人始末書：異国遍路．明治会見記』宮岡謙二筆. 樋口配天著クレス出版2007年9月［復刻版］日本人物詩選集/記田順一郎監修・解説　第8巻に納められる。
1970年  別府亀の井ホテル社長を退職。
1978年  死去（80歳）。

## 主な著書
- 『死面列伝・旅芸人始末書：異国遍路』出版地　別府、私家限定版1954年4月発行
- 『異国遍路旅芸人始末書』修道社、私家限定版として1959年発行、その後、中央公論社より中公文庫として1978年5月発行
- 『娼婦：海外流浪記』三一書房、1968年（三一新書）